# پاملا نیکلسن
پاملا نیکلسن (انگلیسی: Pamela Nicholson؛ زادهٔ ۱۹۵۹) کارآفرین، بازرگان، مدیر ارشد اجرایی آمریکایی است، که هم‌اکنون به‌عنوان مدیر عامل شرکت اینترپرایس فعالیت می‌کند. شرکت اینترپرایس در سال ۲۰۰۸ از سوی مجله فوربس، در رتبه ۲۱ از فهرست بزرگترین شرکت‌های خصوصی ایالات متحده آمریکا جای داشت.